# 나빌 벤탈렙
나빌 벤탈렙(프랑스어: Nabil Bentaleb, 1994년 11월 24일 ~ )은 프랑스 출신의 알제리의 축구 선수이다. 현재 릴 소속이며 포지션은 미드필더이다. 그는 해리 케인, 라이언 메이슨과 더불어 토트넘 홋스퍼 유스의 산물이다.

## 국가대표 경력
프랑스 19세 이하 축구 국가대표팀에서 뛴 바 있는 벤탈렙은 부모의 국적인 알제리와 자신이 태어난 프랑스 중 어디서 뛸 지를 고민했다. 알제리 축구 국가대표팀의 감독인 바히드 할릴호지치는 벤탈렙의 알제리 축구 국가대표팀 합류를 간절히 원했고, 모하메드 라우라와 알제리 축구 협회 회장은 프랑스 파리로 가서 벤탈렙의 부모를 만나 2014년 FIFA 월드컵 출전을 제안했다. 2014년 2월 15일, 벤탈렙은 알제리 축구 협회 회장의 제의를 받아들여 알제리에서 뛰게 되었다.